# Окава, Тору
Тору Окава (яп. 大川 透 О:кава То:ру, 28 февраля, 1960, префектура Кагосима) — японский сэйю, композитор, певец.
Работает на компанию Mausu Production. Окончил Nihon University, факультет искусств, кафедра театра. В 2005 году у него родилась дочь.
Окава - хороший друг сэйю Кэйдзи Фудзивары, с которым он сдружился благодаря аниме «Стальной алхимик».

## Позиции в Гран-при журнала Animage
- 2004 год — 3-е место в Гран-при журнала Animage, в номинации на лучшую мужскую роль[1];
- 2004 год — 6-е место в Гран-при журнала Animage, в номинации на лучшего сэйю[1];
- 2005 год — 13-е место в Гран-при журнала Animage, в номинации на лучшего сэйю[2]
- 2012 год — 2-е место в Гран-при журнала Animage, в номинации на лучшую мужскую роль[3].

## Роли в аниме
- 1996 год — Tenkousei (Гэнгоромару);
- 1996 год — Видение Эскафлона (ТВ) (Гаддесс);
- 1997 год — Пламя Рэкки (Ханабиси Сигэо / Кондо);
- 1998 год — Какюсэй OVA-2 (Харухико Сатакэ);
- 1998 год — Неоранга - дух южного моря (Макото Кагэяма);
- 1998 год — Гасараки (Кио Ватанабэ);
- 1999 год — Какюсэй (ТВ) (Харухико Сатакэ);
- 1999 год — Белый крест OVA (Персия);
- 2000 год — Видение Эскафлона — Фильм (Гаддесс);
- 2000 год — Devadasy (Ямада);
- 2001 год — Patapata Hikousen no Bouken (Уильям Бакстон);
- 2001 год — Боец Баки (ТВ-1) (Кандзи Игари);
- 2001 год — Воин-волшебник Луи (Дэнди);
- 2001 год — Фигура 17 (Синъити Ибараги);
- 2001 год — Боец Баки (ТВ-2) (Кандзи Игари);
- 2001 год — Sabaku no Kaizoku! Captain Kuppa (Бимба Бу);
- 2002 год — Двенадцать королевств (Сёко);
- 2002 год — .хак//Лиминалити (Отец Макино (эп. 1));
- 2002 год — Призрак в доспехах: Синдром одиночки (ТВ) (Сайто);
- 2002 год — Мобильный воин ГАНДАМ: Поколение (Удзуми Нара Асха);
- 2003 год — Хищные куклы (Корбин (эп. 1));
- 2003 год — Папуа (ТВ-2) (Тосидзо Хидзиката);
- 2003 год — Странники (Норман);
- 2003 год — Rockman.EXE Axess (Боулмэн);
- 2003 год — Стальной алхимик (ТВ-1) (Рой Мустанг);
- 2004 год — Мадлакс (Ричард Бертон (отец Маргарет));
- 2004 год — Фантастические дети (Отец Тома);
- 2004 год — Блич (ТВ) (Кария Дзин / Евген Карриер);
- 2004 год — Мобильный воин ГАНДАМ: Судьба поколения (ТВ) (Узуми Нара Асха);
- 2005 год — Fushigi-boshi no Futago-hime (Уол);
- 2005 год — Закон Уэки (Диего Стар);
- 2005 год — Любовь близнецов 2 (Айносукэ Футаба);
- 2005 год — Кровь Триединства (Вильям Волтер Вордсворс);
- 2005 год — Десять храбрых воинов Санады (ТВ) (Косукэ Анаяма);
- 2005 год — Стальной алхимик — Фильм (Рой Мустанг);
- 2005 год — Последняя фантазия 7: Дети пришествия (Руфус Синра);
- 2005 год — Призрак в доспехах: Синдром одиночки OVA-1 (Сайто);
- 2005 год — Кровь+ (ТВ) (Джеймс);
- 2005 год — Gaiking - Legend of Daiku Maryu - (Капитан Гаррис);
- 2005 год — Rean no Tsubasa (Алекс);
- 2006 год — Моя любовь 2 (Директор Вернер);
- 2006 год — Призрак в доспехах: Синдром одиночки OVA-2 (Сайто);
- 2006 год — Utawarerumono (Сасантэ / Инкара);
- 2006 год — Стеклянный флот (Дзирад / Теодорик);
- 2006 год — Когда плачут цикады (первый сезон) (Дзиро Томитакэ);
- 2006 год — Shin Onimusha: Dawn of Dreams the Story (Хидэёси Тоётоми);
- 2006 год — Невинный Венус (Максимас Дрейк);
- 2006 год — Призрак в доспехах: Синдром одиночки — Фильм (Сайто);
- 2006 год — Дух Солнца (Такаси Рю);
- 2006 год — Тыквенные ножницы (Ранке (эп. 10));
- 2006 год — Сильнейший в истории ученик Кэнъити (Кодзо Укита);
- 2007 год — Лунная миля (первый сезон) (Зам. директора Гейнсбург);
- 2007 год — Лиричная Волшебница Наноха: Искатели (Гэня Накадзима);
- 2007 год — Салюты Эдо (Кинсиро Тояма);
- 2007 год — Ромео и Джульетта (Джованни);
- 2007 год — Koutetsu Sangokushi (Унтё Сэкива);
- 2007 год — Когда плачут цикады (второй сезон) (Дзиро Томитакэ);
- 2007 год — Охота на призраков (Ясухиро Накадзима (отец Масаюки));
- 2008 год — Китаро с кладбища (Мидзуки);
- 2008 год — Макросс Фронтир (ТВ) (Джеффри Уайлдер);
- 2008 год — Амацуки (Тададзиро Сасаки);
- 2008 год — Файрбол (Гедехитонит);
- 2008 год — Анжелика (ТВ-3) (Никс);
- 2008 год — Soul Eater (Коса Смерти);
- 2008 год — Анжелика (ТВ-4) (Никс);
- 2008 год — Куродзука (Хасэгава);
- 2008 год — Hakushaku to Yousei (Профессор Карлтон);
- 2009 год — Tears to Tiara (Аравн);
- 2009 год — Hoshi ni Negai o (Ромео);
- 2009 год — Canaan (Каммингс);
- 2009 год — Tatakau Shisho: The Book of Bantorra (Матталаст);
- 2010 год — Seikon no Qwaser (Синъитиро Отори);
- 2010 год — Hakuoki (ТВ-1) (Исами Кондо);
- 2010 год — Shiki (Тосио Одзаки);
- 2010 год — Katanagatari (Ясури Муцуэ);
- 2011 год — Gosick (Брайан Роско);
- 2011 год — Fireball Charming (Гедахтнис);
- 2011 год — Gekijouban Sengoku Basara: The Last Party (Иэясу Токугава);
- 2011 год — Towa no Quon 1: Utakata no Kaben (Каннадзуки);
- 2011 год — Sacred Seven (Онигавара);
- 2011 год — Manyuu Hiken-chou (Хатомунэ Миэ);
- 2012 год — Ai no Kusabi (Ясон Минк);
- 2012 год — Shijou Saikyou no Deshi Kenichi (Кодзо Укита);
- 2012 год — Upotte!! (Гарланд);
- 2012 год — Btooom! (Киёси Тайра);
- 2012 год — JoJo no Kimyou na Bouken (Голос за кадром);
- 2013 год — Cuticle Tantei Inaba (Дон Валентино);
- 2013 год — 009 Re:Cyborg (Альберт Хейнрих)
- 2014 год — Бездомный бог (Тэндзин)
- 2016 год — Re:Zero (Рассел Феллоу)